# Дурново, Павел Дмитриевич
Па́вел Дми́триевич Дурново́ (6 (18) марта 1804 — 12 (24) марта 1864) — гофмейстер. Автор дневника с записями о Пушкине, Гоголе, Глинке, Лермонтове и других писателях.

## Биография
Сын тайного советника Дмитрия Николаевича Дурново (1769—1834) от брака с Марией Никитичной Демидовой (1776—1847) родился 6 (18) марта 1804 года . В 1820 году зачислен юнкером во 2-й пехотный (карабинерный) полк в Могилёвской губернии. С 1822 года — офицер лейб-гвардии Павловского полка; 12 января 1826 года отправлен в отставку, но в июле 1827 года вновь зачислен в Павловский полк в качестве адъютанта к генералу от инфантерии Ф. Ф. Довре.
Участвовал в русско-турецкой войне 1828—1829 годов. После гибели под Варной старшего брата Николая остался единственным наследником значительного состояния. По ходатайству матери был переведён в Санкт-Петербург, но вскоре, в декабре 1829 года, оставил военную службу и определился чиновником особых поручений при министре внутренних дел. В 1830 году — камер-юнкер.
В июне 1831 года женился на богатой невесте — дочери министра двора, генерал-фельдмаршала П. М. Волконского. В доме на Английской набережной Павел Дмитриевич располагался во втором этаже; в бельэтаже двенадцать комнат были отданы его супруге.
В 1835 году — камергер. В октябре 1836 года перешёл в Военное министерство; в 1841 году назначен исправляющим должность вице-директора провиантского департамента; в конце 1844 года перешёл в Государственный контроль — исправлял должность генерал-контролёра департамента морских отчётов.
Встречался с Пушкиным в придворных кругах и светском обществе: 23 января 1834 года — в Аничковом дворце, 26 августа 1836 года — у Е. И. Загряжской, 21 января 1837 года — на балу у Фикельмонов, 23 января 1837 года — у Воронцовых-Дашковых и 26 января 1837 года — у М. Г. Разумовской.
В своём дневнике он постоянно отмечает все повышения, все награды своим знакомым и обижается, когда его обходят; жалуется, что государь не любит его. В 1843—1844 годах находился в должности шталмейстера при великих княжнах Елизавете и Екатерине Михайловнах. В 1847 году произведён в действительные статские советники и не позже 1851 года был пожалован придворным званием «в должности гофмейстера». В 1856 году удостоен чина гофмейстера.
С 1857 года Павел Дмитриевич и Александра Петровна в основном находились за границей. Был самым крупным вятским землевладельцем: в 1861 году в Яранском уезде ему принадлежали 24 деревни и 2 села — Успенское и Великоречье с населением 2036 человек. После его смерти 12 (24) сентября 1864 года от нервического удара Главное выкупное управление утвердило пять выкупных договоров Павла Дурново «с временно обязанными ему крестьянами». Всего Павел Дурново имел восемь с лишним тысяч душ в Вятской, Нижегородской, Костромской, Калужской и Орловской губерниях.
- Орден Святого Владимира 3-й степени (1846).
- Орден Святого Станислава 1-й степени (1849).
- Орден Святой Анны 1-й степени (1849).
- Орден Святого Владимира 2-й степени (1855).

## Семья
Жена (с 3 июня 1831 года) — княжна Александра Петровна Волконская (1804—1859), дочь княгини Софьи Григорьевны и Петра Михайловича Волконских. В качестве фрейлины двора в мае 1829 года сопровождала императрицу на коронацию Николая I в Варшаве. По отзывам современников, Александра Петровна была женщиной в высшей степени умной и образованной, но подобно матери, была подвержена чудаковатостям и отличалась оригинальностью, часто шокируя свет своей манерой одеваться. С нею были дружны Гоголь и Жуковский, который писал о ней в 1827 году:
Алина — прелестное, милое, доброе, умное создание. Она стоит счастья и авось будет иметь его. Я рад, что судьба меня с ней познакомила, хотя на короткое время.
 Дети:
- Николай Павлович (26.10.1833—1835)
- Пётр Павлович (1835—1919), генерал от инфантерии, московский генерал-губернатор в 1905 году.